# Bart Swings
Bart Swings (* 12. Februar 1991 in Herent) ist ein belgischer Inline-Speedskater und Eisschnellläufer. Bei den Olympischen Winterspielen 2022 gewann er auf dem Eis die Goldmedaille im Massenstart.

## Sportlicher Werdegang

### Inlineskating
Swings begann in seiner Kindheit mit dem Inlineskaten beim RSC Heverlee in Löwen. Er feierte mehrere Erfolge im Nachwuchsbereich: Im 10.000-Meter-Punkterennen auf der Straße wurde er im August 2007 erstmals Juniorenweltmeister, im Folgejahr errang er drei weitere Titel in seiner Altersklasse. In seiner ersten Saison bei den Erwachsenen 2009 gewann er mit 18 Jahren fünf Goldmedaillen – darunter drei in Einzelwettkämpfen – bei den Europameisterschaften im belgischen Ostende und wurde bei den Weltmeisterschaften in Haining Sieger im 10.000-Meter-Punkte-Ausscheidungsrennen auf der Bahn. Als wesentlich für seinen Erfolg hob Swings 2009 in einem Interview die Zusammenarbeit mit seinen Mannschaftskollegen, Ferre Spruyt und seinem Bruder Maarten Swings, hervor. Er behielt in den folgenden Jahren seine Position als einer der international erfolgreichsten Inline-Speedskater bei: Zwischen 2009 und 2023 wurde Swings insgesamt 19-facher Weltmeister und 32-facher Europameister, hinzu kamen acht Siege bei den World Games 2013 in Cali, 2017 in Breslau und World Games 2022 in Birmingham. Von 2013 bis 2018 sowie 2021 und 2022 gewann er außerdem den Berlin-Marathon der Skater. 2022 stellte er in Berlin einen Streckenrekord von 56:45 Minuten auf. 2015 siegte er erstmals in der Gesamtwertung des World-Inline-Cups. Diesen Erfolg wiederholte er 2016, 2018 und 2021. Zu Beginn seiner Laufbahn trat Swings mit seinem Bruder für verschiedene kleinere Teams an, 2012 wechselte er zu Powerslide Matter World.

### Eisschnelllauf

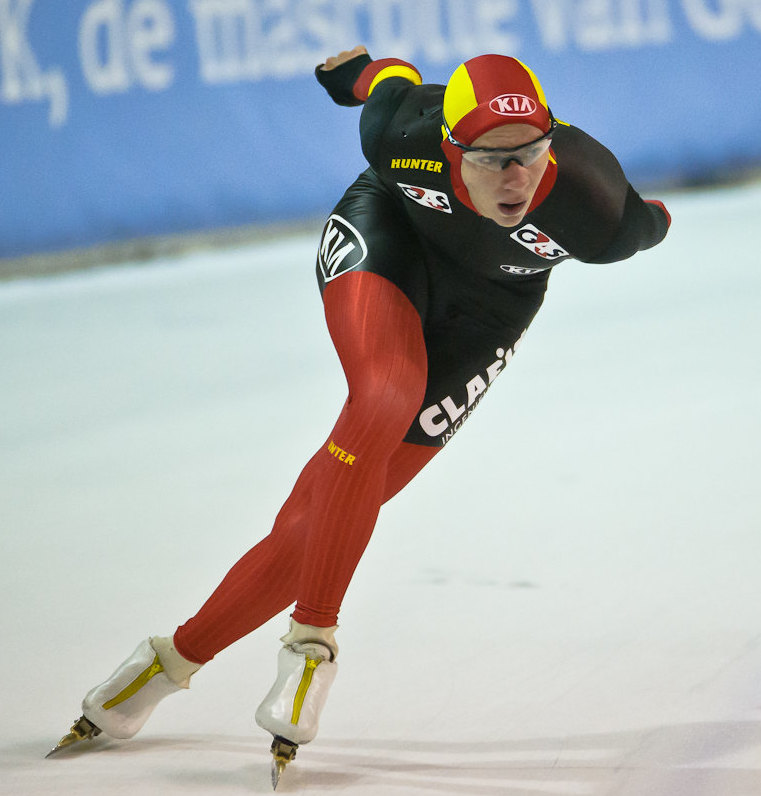
Bart Swings im Dezember 2012

2010 nahm Swings parallel zu seiner Laufbahn im Inline-Speedskating das Eisschnelllauf-Training auf. Er begründete den Schritt mit dem Wunsch, an Olympischen Spielen teilzunehmen – was im nicht zum olympischen Programm zählenden Inlineskating nicht möglich gewesen wäre. Als Vorbilder nannte er mehrere Sportler, die sowohl in den einspurigen Rollschuhen als auch in Schlittschuhen Erfolge gefeiert hatten, darunter der US-Amerikaner Chad Hedrick und der Niederländer Koen Verweij. Zum Umstieg sagte Swings später, dass er anfangs vor allem Technik trainiert habe, um eine flüssigere Bewegung im Eisschnelllauf zu erreichen. Weil Belgien über keine offizielle 400-Meter-Eisbahn verfügte, trainierte Swings zweimal die Woche im niederländischen Eindhoven, wo er im Dezember 2010 (vor anderen zum Eisschnelllauf gewechselten Inline-Skatern) belgischer Meister wurde. Im gleichen Winter nahm er erstmals an Europa- sowie Weltmeisterschaften im Eisschnelllauf teil und debütierte in der B-Gruppe des Weltcups.
Innerhalb weniger Jahre stieg Swings in die internationale Spitze im Eisschnelllauf auf: Am 25. November 2012 erreichte er in Kolomna mit dem zweiten Platz über 1500 Meter erstmals einen Podiumsplatz bei einem Weltcuprennen. Drei Monate später gewann er bei der Mehrkampfweltmeisterschaft 2013 in Hamar die Bronzemedaille hinter Sven Kramer und Håvard Bøkko. Zum Ende der Saison feierte er am 10. März 2013 im Heerenveener Thialf über 1500 Meter und im Massenstart seine ersten beiden Weltcupsiege. In einem späteren Interview sagte Swings, er habe die von ihm anvisierten Ziele im Eisschnelllauf schneller erreicht als er es erwartet habe. Bei den Olympischen Winterspielen 2014 startete er auf vier Strecken und erreichte seine besten Ergebnisse als Vierter über 5000 Meter und als Fünfter über 10.000 Meter, wo die Niederländer um Sven Kramer und Jorrit Bergsma jeweils einen Dreifachsieg feierten. Bei den Mehrkampf-Europameisterschaften 2016 und 2017 gewann Swings bei Siegen von Sven Kramer die Silber- beziehungsweise die Bronzemedaille.
Seine besten Ergebnisse erzielte Swings im Massenstart, einer Disziplin, die sich erst in den 2010er-Jahren im internationalen Eisschnelllauf etablierte und in der Swings 2015 und 2016 drei weitere Weltcupsiege feierte. Sein langjähriger Trainer Jelle Spruyt sah in Swings’ Inline-Erfahrungen einen Vorteil für das Format und bescheinigte ihm eine hohe Rennintelligenz: Er könne Situationen im Pulk taktisch besser erfassen als das Gros der anderen Läufer und habe zudem die Fähigkeit, sowohl Lücken zu schließen als auch selbst anzugreifen. Bei der olympischen Massenstart-Premiere 2018 lief Swings hinter dem Südkoreaner Lee Seung-hoon auf den zweiten Rang und gewann damit die erste belgische Medaille bei Winterspielen seit Bart Veldkamp 1998. Im gleichen Winter entschied er erstmals die Gesamtweltcupwertung im Massenstart für sich. 2020 und 2022 wurde er (vor dem Niederländer Arjan Stroetinga beziehungsweise Livio Wenger aus der Schweiz) in der Disziplin Europameister, 2021 gewann er Bronze im Massenstart bei den Einzelstreckenweltmeisterschaften. In der Vorbereitung auf die Olympischen Winterspiele 2022 zog Swings nach Heerenveen und trainierte ab 2020 mit dem Team IKO – dem etwa auch Jan Blokhuijsen angehörte – unter Anleitung von Erwin ten Hove und Martin ten Hove. In Peking gewann Swings den olympischen Massenstart mit sieben Hundertstelsekunden Vorsprung auf Chung Jae-won und wurde damit der erste belgische Olympiasieger bei Winterspielen seit 1948. Bei der Wahl zum belgischen Sportler des Jahres 2022 belegte er hinter den Radsportlern Remco Evenepoel und Wout van Aert den dritten Rang.
Im nacholympischen Winter 2022/23 entschied Swings zwei Weltcuprennen im Massenstart für sich und stand erneut an der Spitze der Weltcupgesamtwertung dieser Disziplin. Zudem wurde er in Heerenveen Massenstartweltmeister und gewann die Bronzemedaille über 5000 Meter. 2024 in Calgary verteidigte er seinen Weltmeistertitel im Massenstart.

## Persönliches
Swings ist das zweitjüngste von vier Geschwisterkindern. Sein Vater ist Bauingenieur, seine Mutter Kinderonkologin. Bart Swings begann 2009 mit dem Bauingenieurstudium an der KU Leuven. Zum Zeitpunkt seines Olympiasieges 2022 war er Masterstudent. Die Gazet van Antwerpen charakterisierte ihn als ausgesprochen ruhigen und analytischen Menschen sowie als perfektionistischen und disziplinierten Sportler. Sein Trainer Jelle Spruyt sagte in einem Interview, Swings sei zwar nach außen zurückhaltend, er erlebe ihn im Alltag aber als ausgelassen. Gleichzeitig unterstrich Spruyt Swings’ Akribie, die er grundsätzlich lobte, in Teilen aber auch kritisch sah: Manchmal neigte Swings in den Augen seines Trainers zu einer zu intensiven Auseinandersetzung mit seiner Technik und sei irritiert, wenn es einmal weniger gut laufe.
2017 erklärte Swings, er trainiere normalerweise an sechs Tagen in der Woche jeweils etwa fünf Stunden. Sein Training sei abwechslungsreich, neben Eisschnelllauf und Inline-Skating fahre er Rad und mache Kraftübungen sowie plyometrisches Training.

## Statistik

### Olympische Winterspiele
| Olympische Winterspiele | Olympische Winterspiele | 1000 m | 1500 m | 5000 m | 10.000 m | Massenstart |
| Jahr                    | Ort                     | 1000 m | 1500 m | 5000 m | 10.000 m | Massenstart |
| ----------------------- | ----------------------- | ------ | ------ | ------ | -------- | ----------- |
| 2014                    | Sotschi                 | 23.    | 10.    | 4.     | 5.       |             |
| 2018                    | Pyeongchang             | –      | 6.     | 6.     | 8.       | 2.          |
| 2022                    | Peking                  | –      | 13.    | 7.     | 10.      | 1.          |

### Eisschnelllauf-Weltcupsiege
| Nr. | Datum             | Ort                 | Disziplin   |
| --- | ----------------- | ------------------- | ----------- |
| 1.  | 10. März 2013     | Heerenveen          | 1000 m      |
| 2.  | 10. März 2013     | Heerenveen          | Massenstart |
| 3.  | 22. März 2015     | Erfurt              | Massenstart |
| 4.  | 15. November 2015 | Calgary             | Massenstart |
| 5.  | 13. März 2016     | Heerenveen          | Massenstart |
| 6.  | 25. November 2018 | Tomakomai           | 5000 m      |
| 7.  | 4. Dezember 2021  | Salt Lake City      | Massenstart |
| 8.  | 13. März 2022     | Heerenveen          | Massenstart |
| 9.  | 18. Dezember 2022 | Calgary             | Massenstart |
| 10. | 12. Februar 2023  | Tomaszów Mazowiecki | Massenstart |